# ولدون
ولدون (به انگلیسی: Weldon) یک منطقهٔ مسکونی در ایالات متحده آمریکا است که در شهرستان کرن، کالیفرنیا واقع شده‌است. ولدون ۶۹٫۳۹۴ کیلومتر مربع مساحت و ۲۶۴ نفر جمعیت دارد و ۸۰۹ متر بالاتر از سطح دریا واقع شده‌است.